# République de l'Ararat
1927–1930
Entités précédentes :
- Turquie

Entités suivantes :
- Turquie

La république de l'Ararat désigne l'une des plus importantes révoltes kurdes du XXe siècle contre la république de Turquie, entre celle du Cheikh Saïd de Pîran (1925) et celle du Dêrsim (1936-1938).
En 1927, ses dirigeants proclament l'avènement d'une république kurde et la nomination d'un « gouvernement provisoire du Kurdistan indépendant ». Le centre et le quartier général de la révolte se situent dans les contreforts du mont Agirî ou Çiyayê Agirî (signifiant « en feu » en kurde, en raison de la nature volcanique du massif ; le mont est appelé Ararat en arménien et Ağrı Dağı en turc), d'où son nom usuel. Le soulèvement sera écrasé en 1930.

## Histoire

### Contexte
Après avoir écrasé la révolte de Cheikh Saïd, puis les révoltes de moindre envergure comme celles de Palo et de Sason, le gouvernement turc commence à pratiquer une politique d'évacuation du Kurdistan. Pendant les hivers 1925-1928, un programme de déportations portant sur près d'un million et demi de personnes est mis à exécution. Des dizaines de milliers de déportés périssent en cours de route, faute de vivres ou de soins médicaux, dans de rudes conditions climatiques.

### La ligueKhoybûn
En 1927, au Liban, des intellectuels nationalistes kurdes, menés notamment par Celadet Bedirxan (1893-1951), Sureya Bedirxan (1883-1938) et Osman Sabri (1905-1993), fondent la ligue Khoybûn (Être soi-même). La ligue se donne pour but, en tirant les leçons de l'échec des révoltes kurdes comme celle du Cheikh Saïd de Pîran (1925), d'organiser un soulèvement kurde unitaire, qui se donne pour objectif de fédérer toutes les tribus et tous les groupes sociaux de la nation kurde. Cette nouvelle organisation kurde est novatrice dans sa forme et dans ses idées. Elle matérialise véritablement une unification entre d’une part, une intelligentsia occidentalisée et d’autre part, les représentants du monde traditionnel kurde. En effet, des intellectuels, ex-officiers ottomans, aghas, cheikhs et chefs de tribus se côtoient au sein du Khoybûn et élaborent une nouvelle syntaxe nationaliste commune afin de lutter contre la Turquie kémaliste. Le Khoybûn se dote d’un programme pan-kurdiste et parvient à créer des branches en Irak et notamment à Sulaimaniya.

#### Ihsan Nuri Pasha

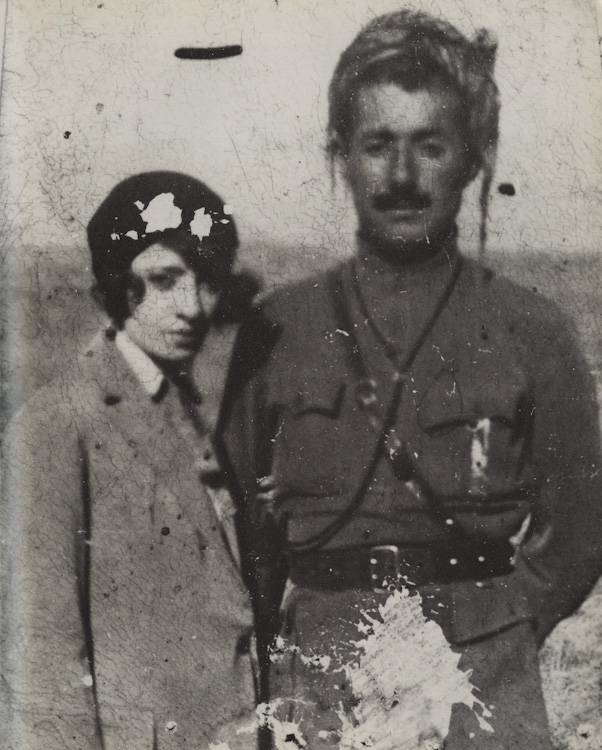
Ihsan Nouri Pacha et son épouse Yaşar Xanim.

Le Khoybun compte dans ses rangs un éminent officier de l'armée ottomane d'origine kurde, le général de division Ihsan Nuri Pasha (1892-1976). Ihsan Nuri Pasha a été promu en 1910 à l'Académie militaire d'Istanbul. Il a ensuite été de tous les combats de l'armée ottomane au cours de la Première guerre mondiale. Après la proclamation de la République, il s'est rapproché du mouvement national kurde : fin 1922, il avait déjà rejoint le Comité de l'indépendance kurde (Kürt Istiqlal Cemiyeti), fondé à Erzurum par des députés kurdes comme Yusuf Ziya et le colonel Halit Beg. Le Khyobûn le charge de se rendre dans la région de l'Ararat, d'y fédérer les tribus kurdes et d'effectuer les préparatifs militaires en vue du soulèvement,.

### Proclamation de la République
Le 28 octobre 1927, la république indépendante kurde de l'Ararat est proclamée par un « gouvernement provisoire », présidé par Ibrahim Pasha Heski Tello, dit Bro Heski Tello, un ancien officier qui a déjà participé à la révolte de Cheikh Saïd, puis à un premier soulèvement de l'Ararat en 1926. Ihsan Nuri est nommé « Commandant général des forces kurdes ».
La plupart des tribus kurdes de la région, dont la puissante et nombreuse tribu des Djelalî, à laquelle appartient d'aillleurs Ibrahim Pasha Heski Tello, s'y rallient. La république de l’Ararat n’obtient pas de reconnaissance étatique, mais obtient immédiatement le soutien du mouvement patriotique arménien du Tashnag. De plus, le gouvernement provisoire kurde obtient du gouvernement d'Ankara le retour dans leur foyer des chefs Kurdes exilés. Certains d'entre eux rejoignent la révolte, tandis que d'autres préfèrent se réfugier en Syrie.

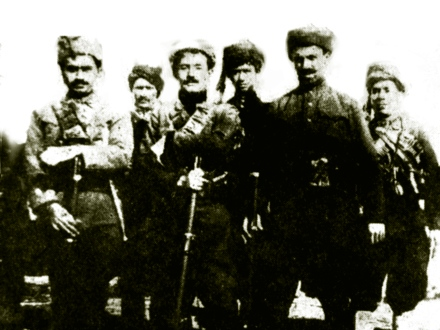
Trois des hauts commandants militaires de la république de l'Ararat : Halis Beg, Ihsan Nouri Pacha, Ferzende Beg Hassanî.

Les chefs de la révolte s'efforcent d'emblée de se donner l'apparence de structures étatiques modernes. Elle se dote d'un « gouvernement provisoire », d'une constitution, d'un drapeau, d'un hymne national, d'une presse. L'organisation de son état-major et de ses forces armées est calquée sur celle des armées occidentales. Toutefois, à quelques exceptions près, la répartition des postes de ministres et d'officiers correspond en réalité aux structures hiérarchiques tribales.

### Les affrontements militaires
Lors des premières confrontations avec les troupes turques, la rébellion récolte une série de victoires. Le 11 juin 1930, le général turc Salih Pacha, à la tête d'un corps expéditionnaire de deux corps d'armée, comprenant 66 000 soldats, appuyés par une escadrille de 100 avions, déclenche l'offensive générale. Toutefois, au terme d'un mois de combats intensifs, les rebelles, embusqués dans les montagnes, résistent toujours. Ils ont même fait 1 700 soldats turcs prisonniers, et ont mis la main sur 600 mitrailleuses et 24 canons. Ils ont en outre abattu douze avions,.

### Écrasement de la révolte
Le gouvernement turc va alors profiter d'une faiblesse tactique des Kurdes. En effet, Ihsan Nuri et Ibrahim Heski ont compté sur la complexité des frontières et sur la neutralité de l'Iran. Le gouvernement d'Ankara va alors négocier avec celui de Téhéran un échange de territoires. À la suite de cette manœuvre diplomatique, l'armée turque se retrouve en mesure d'encercler les zones rebelles et de couper leurs voies d'approvisionnement. À la fin de l'été 1930, faute de provisions et de munitions, les rebelles sont vaincus. Une partie des chefs, dont Ihsan Nuri et Ibrahim Heski, parviennent à s'enfuir en Iran. D'autres sont capturés et exécutés. À Van, une centaine d'intellectuels kurdes sont cousus dans des sacs et jetés dans le lac. Une répression aveugle se déchaîne dans les villes et les villages de la région. L'aviation turque va effectuer des raids incendiaires contre les villages de la région jusqu'au printemps 1931,.
Après l’échec de la révolte, les comités du Khoybûn vont peu à peu cesser leurs activités politiques et se concentrer sur un projet de renaissance culturelle kurde, qui jouera un rôle essentiel dans le développement d'une nouvelle littérature kurde.

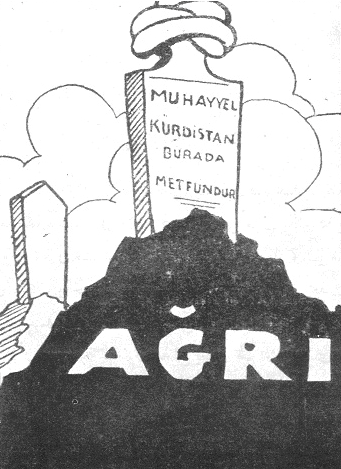
Illustration parue sur le journal turc Milliyet après la défaite de la révolte ; sur la stèle : Ci-gît le rêve du Kurdistan.